# アンネローゼ・フォン・グリューネワルト
アンネローゼ・フォン・グリューネワルト（Annerose von Grunewald）は、田中芳樹のSF小説（スペース・オペラ）『銀河英雄伝説』の登場人物。銀河帝国側の主要人物。
作中での呼称はグリューネワルト伯爵夫人が多いが、ラインハルトやキルヒアイスといった親しい者からは「アンネローゼ」と呼ばれる。旧名はアンネローゼ・フォン・ミューゼル。

## 概要
主人公ラインハルトの実姉で、銀河帝国第36代皇帝フリードリヒ4世の寵姫（公妾）。美しい少女であったために15歳にして宮廷に召されることとなり、皇帝に気に入られ、グリューネワルト伯爵夫人（グラフィン・フォン・グリューネワルト）の家格と爵位を与えられる。また、最愛の姉を皇帝に奪われたとして、ラインハルトが帝国の簒奪及び銀河統一を志す動機となる。
ラインハルトが新銀河帝国を開闢すると「グリューネワルト大公妃」と呼ばれるようになる。

## 略歴
帝国暦462年6月26日、下級貴族セバスティアン・フォン・ミューゼルとクラリベルの長女として生まれる。
15歳の時、時の皇帝フリードリヒ4世の愛人になる事を申し入れられ（事実としては「命令され」）受諾。グリューネワルト伯爵夫人の称号を下賜され、家族と別れてノイエ・サンスーシの一隅である菩提樹の茂る池のほとりにある館に転居した。この時から、もはや前を向いて生きるということをしなくなってしまった。
帝国暦487年、アムリッツァ星域会戦でラインハルトが勝利した直後、フリードリヒ4世が心臓疾患で崩御し、寵姫の座から解放された。その後しばらくはシュワルツェンの館でラインハルトと同居していたが、488年9月9日、ガイエスブルク要塞でキルヒアイスが亡くなると、失意と自責の念から館を退去、コンラート・フォン・モーデル他何人かの近侍と供に、帝都西方にあるフロイデン山岳地帯の山荘に移り住み、手芸をして暮らしますます世を離れた毎日を送った。
帝国暦489年6月、山荘を訪ねて来たヒルダと初対面。幼帝エルウィン・ヨーゼフ2世誘拐計画に関連して山荘警備の許可を求められる。最初は拒否したが、やがて説得されて受諾。以降ヒルダと懇意になる。
帝国暦490年（新帝国暦1年）、ラインハルトが皇帝に即位したのに伴い、アンネローゼもグリューネワルト大公妃の称号を与えられる。ただし、この時点で生活様式は一切変わっていない。ラインハルトがフェザーンへ遷都した時も、キルヒアイスの墓がオーディンにあることとアンネローゼの気持ちを汲んで、ラインハルトはアンネローゼをフェザーンへ呼び寄せなかった。
新帝国暦3年1月25日、ラインハルトとヒルダの結婚式に出席するため、コンラートを含む6名の近侍と共にオーディンからフェザーンまで生涯初めての恒星間宇宙旅行をし、ラインハルトと5年ぶりの再会を果たし、以後もフェザーンに留まり続けた。4月、ラインハルトが身重のヒルダを残してハイネセンに向かい、その際のラインハルトの提案でアンネローゼがヒルダのもとに留まり彼女を支えることとなる。5月14日、柊館炎上事件が発生したが、ケスラーが救援に来るまでヒルダを守り続け、ヒルダは無事に出産した。同年7月18日、折からの病が篤くなったラインハルトがフェザーンに帰着すると、アンネローゼとヒルダは仮皇宮において交代でラインハルトの看病と新生児の面倒を看続けた。7月26日、ラインハルトが崩御し、アンネローゼは悲涙にくれた。

## 人物
聡明でいて穏やかな性格、美しく繊細な容姿を持っている。料理・菓子作りにかけては達人でもある。フロイデンの山荘では刺繍の才能も発揮していた。
万事に控えめで後宮にあっても権力を求めようとはせず、ただラインハルトとキルヒアイスの無事だけを願い続けていた。しかし、皇帝の寵愛を失ったベーネミュンデ侯爵夫人や門閥貴族には、出自が下級貴族の出であるため反感を買っていた。寵妃の中でも、特に厚く寵愛を受けていたと取れる記述もある。そのため後宮にいた頃はヴェストパーレ男爵夫人やシャウハウゼン子爵夫人以外の友人がいなかった（藤崎版ではヒルダがこの2人の役割を果たしており、原作よりもヒルダとの接点が増えている）。
その一方で、皇帝の寵愛にもかかわらず政治に対して一切口を出さないその態度はリヒテンラーデ侯を始めとする帝国政府首脳陣からは比較的好意的に受け止められ、その評判は決して悪いものではなかった。キルヒアイスの死後はフロイデンの山荘において隠遁生活を送っており、人付き合いや派手な振る舞いが苦手であることが窺える。
作中の様々な言動から、キルヒアイスに対して恋愛感情を抱いていた節が窺われるが、その胸のうちは誰にも語っていない。キルヒアイスの死の直後、ラインハルトにそのことを問われたが、無言と悲しげな表情をもって答えとし、真偽を口にすることはなかった。
柊館炎上事件ではヒルダと自身を襲ってきた地球教のテロリストに毅然とした態度で対し、さらにはオブジェを投げつけて応戦するなど、ラインハルトに劣らぬ勇敢さも持ち合わせており、ヒルダは「紛れもなく陛下の姉君」と評している。
死の床についたラインハルトは、看病するアンネローゼに、自分が大切にしてきたキルヒアイスの遺髪が入ったペンダントを託している。その時の覇気の抜けたおそらくは彼本来の優しい瞳に、アンネローゼはその死を確信したと伝えられている。

## 家族
母親のクラリベルは幼い頃に事故死。後宮に入る前は父と弟の3人暮らしをしていた。父親のセバスティアンは帝国暦484年に病死している。

## 作中の「後世の評価」
キルヒアイスの死後、ラインハルトを見捨てるかの様に山荘に引き籠ったその態度は、後世の歴史家からも非難の的になることがあった。ただし、そういう非難をする歴史家は、なぜか女性に限られる事は興味深い。また男性の歴史家からは、そういった非難に対しての反論も多いようである。

## 演じた人物
アニメ
- 潘恵子 （OVA全般）
- 村田博美 （劇場版黄金の翼）
- 坂本真綾（Die Neue These）

舞台
- 白羽ゆり （「銀河英雄伝説 第一章 銀河帝国篇」）

銀河英雄伝説@TAKARAZUKA
- 愛花ちさき （2012年本公演、2013年博多座公演）
- 瀬音リサ （少女時代）
- 伶美うらら （2012年新人公演）